# Kawasaki Frontale
Kawasaki Frontale (jap. 川崎フロンターレ Kawasaki Furontāre) – japoński klub piłkarski grający obecnie w J1 League. Siedziba klubu mieści się w Kawasaki (prefektura Kanagawa) na południe od Tokio. Zespół został założony w 1955 pod nazwą Fujitsu SC. Frontale w 1999 zdobyło mistrzostwo J.League Division 2 i w 2000 po raz pierwszy zagrało na najwyższym szczeblu rozgrywek. Nazwa ‘Frontale’ pochodzi od włoskiego słowa „front”, które oznacza „przodujący”.
W 2004 klub po raz drugi w historii zdobył mistrzostwo J.League Division 2 i awansował do pierwszej ligi.
Stadion miejski nosi nazwę Todoroki Athletics Stadium i znajduje się w dzielnicy Nakahara, w centralnej części Kawasaki.
W sezonie 2007 drużyna awansowała do ćwierćfinału Azjatyckiej Ligi Mistrzów, w którym przegrała w konkursie rzutów karnych 4:5, z późniejszym finalistą – irańskim Sepahanem SC.
Trzykrotny mistrz Japonii: 2017, 2018 i 2020.

## Rywalizacja
Rywalizacja Kawasaki Frontale z F.C. Tokyo jest znana jako Tamagawa Clásico (Kawasaki leży w aglomeracji tokijskiej, a przez Kawasaki i Tokio przepływa rzeka Tama). Dwa kluby spotkały się po raz pierwszy w 1991, podczas rozgrywek ligowych Japan Soccer League Division 2 i rywalizowały o awans do J.League przez całe lata 90. XX w. Oba kluby były również założycielami J.League Division 2 w 1999, oraz oba zaliczyły awans do najwyższej klasy rozgrywkowej w tym samym sezonie.
Kolejnym ważnym rywalem klubu, jest Tokyo Verdy 1969, które pierwotnie miało siedzibę w Kawasaki, a później przeniosło się do Chōfu w 2000 (obecnie Verdy rozgrywa mecze na położonym w Chōfu Stadionie Ajinomoto, a ma siedzibę w Inagi). Oba kluby były założycielami JSL Division 2 w 1972, a ich rywalizacja przybrała na sile, gdy pod koniec lat 90. XX w., kibice z Kawasaki odwrócii się od Tokyo Verdy, by wspierać Kawasaki Frontale, które uchodziło za klub pro-kibicowski.

## Występy w J1 League
- 2000 – 15. miejsce
- 2005 – 8. miejsce
- 2006 – 2. miejsce (Wicemistrzostwo)
- 2007 – 5. miejsce
- 2008 – 2. miejsce (Wicemistrzostwo)
- 2009 – 2. miejsce (Wicemistrzostwo)
- 2010 - 5. miejsce
- 2011 - 11. miejsce
- 2012 - 8. miejsce
- 2013 - 3. miejsce
- 2014 - 6. miejsce
- 2015 - 6. miejsce
- 2016 - 2. miejsce
- 2017 - 1. miejsce (Mistrzostwo)
- 2018 - 1. miejsce (Mistrzostwo)
- 2019 - 4. miejsce
- 2020 - 1. miejsce (Mistrzostwo)
- 2021 - 1. miejsce (Mistrzostwo)

| Tabela medalowa | Tabela medalowa | Tabela medalowa | Tabela medalowa |
|                 |                 |                 | Suma            |
| --------------- | --------------- | --------------- | --------------- |
| 4               | 3               | 1               | 7               |

## Sukcesy
- J1 League
  - Mistrzostwo (4): 2017, 2018, 2020, 2021
  - Wicemistrzostwo (4): 2006, 2008, 2009, 2022
- Puchar Cesarza
  - Zdobywca (1): 2020
- Puchar J.League
  - Zdobywca (1): 2019
- Superpuchar Japonii
  - Zdobywca (2): 2019, 2021
- J2 League
  - Mistrzostwo (2): 1999, 2004

## Skład
| Nr | Poz. | Piłkarz           |
| -- | ---- | ----------------- |
| 1  | BR   | Eiji Kawashima    |
| 2  | OB   | Hiroki Ito        |
| 3  | OB   | Hideki Sahara     |
| 4  | OB   | Yusuke Igawa      |
| 5  | OB   | Jun Sonoda        |
| 6  | PO   | Yusuke Tasaka     |
| 7  | NA   | Masaru Kurotsu    |
| 8  | OB   | Takanobu Komiyama |
| 10 | NA   | Juninho           |
| 11 | PO   | Vitor Júnior      |
| 13 | OB   | Shuhei Terada     |
| 14 | PO   | Kengo Nakamura    |
| 15 | NA   | Takuro Yajima     |
| 16 | PO   | Junpei Kusukami   |

| Nr | Poz. | Piłkarz            |
| -- | ---- | ------------------ |
| 17 | OB   | Kosuke Kikuchi     |
| 18 | PO   | Tomonobu Yokoyama  |
| 19 | PO   | Yusuke Mori        |
| 20 | PO   | Jun’ichi Inamoto   |
| 21 | BR   | Takashi Aizawa     |
| 22 | PO   | Yuji Kimura        |
| 23 | PO   | Kyohei Noborizato  |
| 24 | NA   | Yu Kobayashi       |
| 25 | OB   | Yuki Yoshida       |
| 26 | NA   | Hidenobu Takasu    |
| 27 | BR   | Shunsuke Ando      |
| 28 | BR   | Rikihiro Sugiyama  |
| 29 | PO   | Hiroyuki Taniguchi |
| 34 | NA   | Renatinho          |

### Wypożyczeni
| Nr | Poz. | Piłkarz                                  |
| -- | ---- | ---------------------------------------- |
|    | BR   | Yuki Uekusa (w Montedio Yamagata)        |
|    | PO   | Satoru Yamagishi (w Sanfrecce Hiroszima) |
|    | PO   | Yuji Yabu (w Ventforet Kōfu)             |
|    | PO   | Kyohei Sugiura (w Ehime F.C.)            |
|    | NA   | Satoshi Kukino (w Yokohama FC)           |